# Gącz
Gącz – wieś w Polsce położona w województwie kujawsko-pomorskim, w powiecie żnińskim, w gminie Janowiec Wielkopolski.
W latach 1954–1961 wieś należała i była siedzibą władz gromady Gącz, po jej zniesieniu w gromadzie Janowiec. W latach 1975–1998 miejscowość administracyjnie należała do województwa bydgoskiego. Według Narodowego Spisu Powszechnego (III 2011 r.) liczyła 217 mieszkańców. Jest dziesiątą co do wielkości miejscowością gminy Janowiec Wielkopolski.
W miejscowości jest przystanek kolejowy Gącz.